# بله‌جر
بله‌جر روستایی از توابع منطقۀ گورک بخش مرکزی در شهرستان سقز است که در استان کردستان ایران قرار دارد.

## جمعیت
این روستا در دهستان میرده واقع شده و براساس سرشماری سال ۱۳۸۵، جمعیت آن ۴۹۲ نفر (۸۶ خانوار) بوده‌است.